# Спас Джевізов
Спас Джевізов (болг. Спас Джевизов, нар. 27 вересня 1955, Пловдив) — болгарський футболіст, що грав на позиції нападника. По завершенні ігрової кар'єри — тренер. Заслужений майстер спорту (1980).
Виступав, зокрема, за ЦСКА (Софія) та національну збірну Болгарії.

## Клубна кар'єра
У дорослому футболі дебютував 1974 року виступами за команду «Тракія» (Пловдив), в якій провів два сезони, взявши участь у 49 матчах чемпіонату.
Своєю грою за цю команду привернув увагу представників тренерського штабу столичного ЦСКА (Софія), до складу якого приєднався 1976 року. Відіграв за армійців з Софії наступні вісім сезонів своєї ігрової кар'єри. Більшість часу, проведеного у складі софійського ЦСКА, був основним гравцем атакувальної ланки команди і одним з головних бомбардирів, маючи середню результативність на рівні 0,47 голу за гру першості. У перших трьох сезонах Джевізов ставав віце-чемпіоном країни, після чого чотири рази поспіль в 1980—1983 роках вигравав національний чемпіонат. У сезоні 1982/83 також виграв з клубом і національний Кубок. До того ж у сезоні 1979/80 Джевізов був найкращим бомбардиром чемпіонату, забивши 21 гол.
1984 року перейшов до кіпрської «Омонії». У сезоні 1984/85 виграв з командою чемпіонат Кіпру, а у сезоні 1986/87 — став чемпіоном та найкращим бомбардиром чемпіонату (32 голи). Завершив професійну кар'єру футболіста виступами за команду «Омонія» у 1987 році.

## Виступи за збірну
25 січня 1976 року дебютував в офіційних матчах у складі національної збірної Болгарії в товариській грі проти Японії. Протягом кар'єри у національній команді, яка тривала 9 років, провів у її формі 20 матчів, забивши 3 голи.

## Кар'єра тренера
По завершенні кар'єри гравця залишився у «Омонії», і працював у її тренерському штабі.
1994 року став головним тренером ЦСКА (Софія), тренував армійців з Софії один рік. Згодом протягом весняної частини 2000 року знову очолював цю команду, але так за обидва періоди серйозних результатів і не здобув.
Пізніше 2001 року тренував кіпрський «Алкі».

## Титули і досягнення
- Чемпіон Болгарії (4):

ЦСКА (Софія): 1979–80, 1980–81, 1981–82, 1982–83
- Володар Кубка Болгарії (2):

ЦСКА (Софія): 1982–83
- Чемпіон Кіпру (2):

«Омонія»: 1984-85, 1986–87

### Індивідуальні
- Найкращий бомбардир чемпіонату Болгарії: 1979–80 (21 гол)
- Найкращий бомбардир чемпіонату Кіпру: 1986–87 (32 голів)